# 費迪南·德·朗格勒·德·卡里
費迪南·路易·阿爾芒·馬里·德·朗格勒·德·卡里（法語：Fernand Louis Armand Marie de Langle de Cary；1849年7月4日—1927年2月19日），是一位法國陸軍將領，在第一次世界大戰前期西線戰場擔任要職，負責指揮第四軍團。